# Anghiari
Anghiari és un municipi situat al territori de la província d'Arezzo, a la regió de la Toscana (Itàlia).
Limita amb els municipis d'Arezzo, Caprese Michelangelo, Citerna, Monterchi, Pieve Santo Stefano, Sansepolcro i Subbiano.
Les frazione de Carboncione, Catigliano, Motina, Ponte alla Piera, San Leo, Scheggia, Tavernelle, Tortigliano i Viaio pertanyen al municipi de Anghiari.
Està situat en un turó de pedra construït al llarg dels segles, des del riu Tíber en els seus peus.
Gràcies a la seva posició estratègica, Anghiari va tenir un paper important en l'edat mitjana. La vall pla sota del llogaret era el conjunt de la famosa batalla d'Anghiari en 1440, quan les tropes florentines van guanyar la batalla contra l'exèrcit de Milano. El fresc llegendària que representava la "Batalla d'Anghiari" de Leonardo da Vinci a Florència del Palazzo Vecchio Salone dei Cinquecento, va perdre curt després que va ser pintat, va ser l'encarregat de celebrar aquesta victòria.
Les cases són de pedra amb vistes als carrers, tenen petites finestres, persianes de fusta i portes, de vegades danyades o trencades, però encara característics. Les entrades i balcons de les cases s'adornen sovint amb flors de color que els estrets carrers de Anghiari.
Anghiari és considerat un dels "pobles més bonics d'Itàlia" i va rebre la Bandera Taronja del Touring Club Italià.

## Galeria fotogràfica

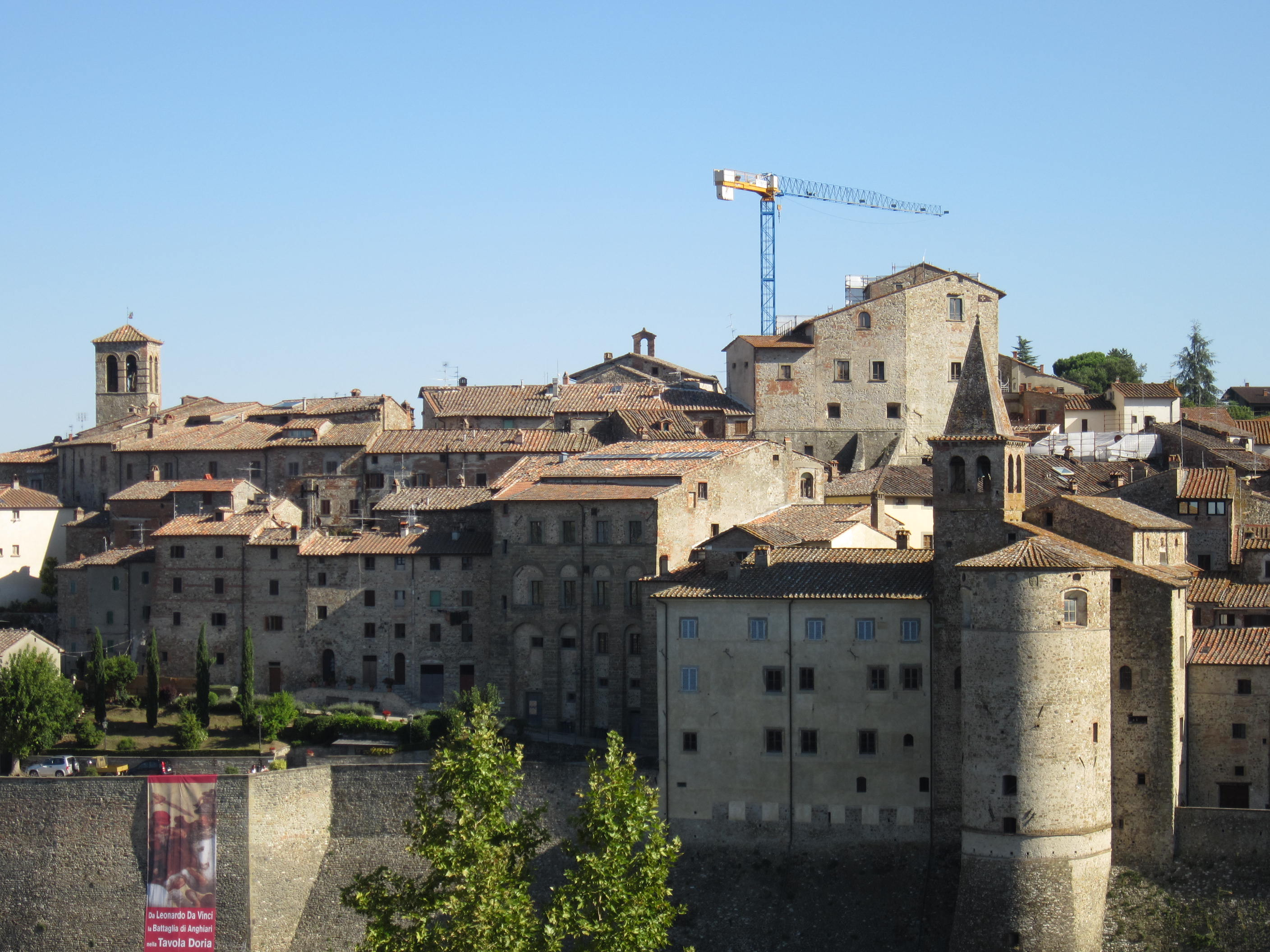
Vista del poble
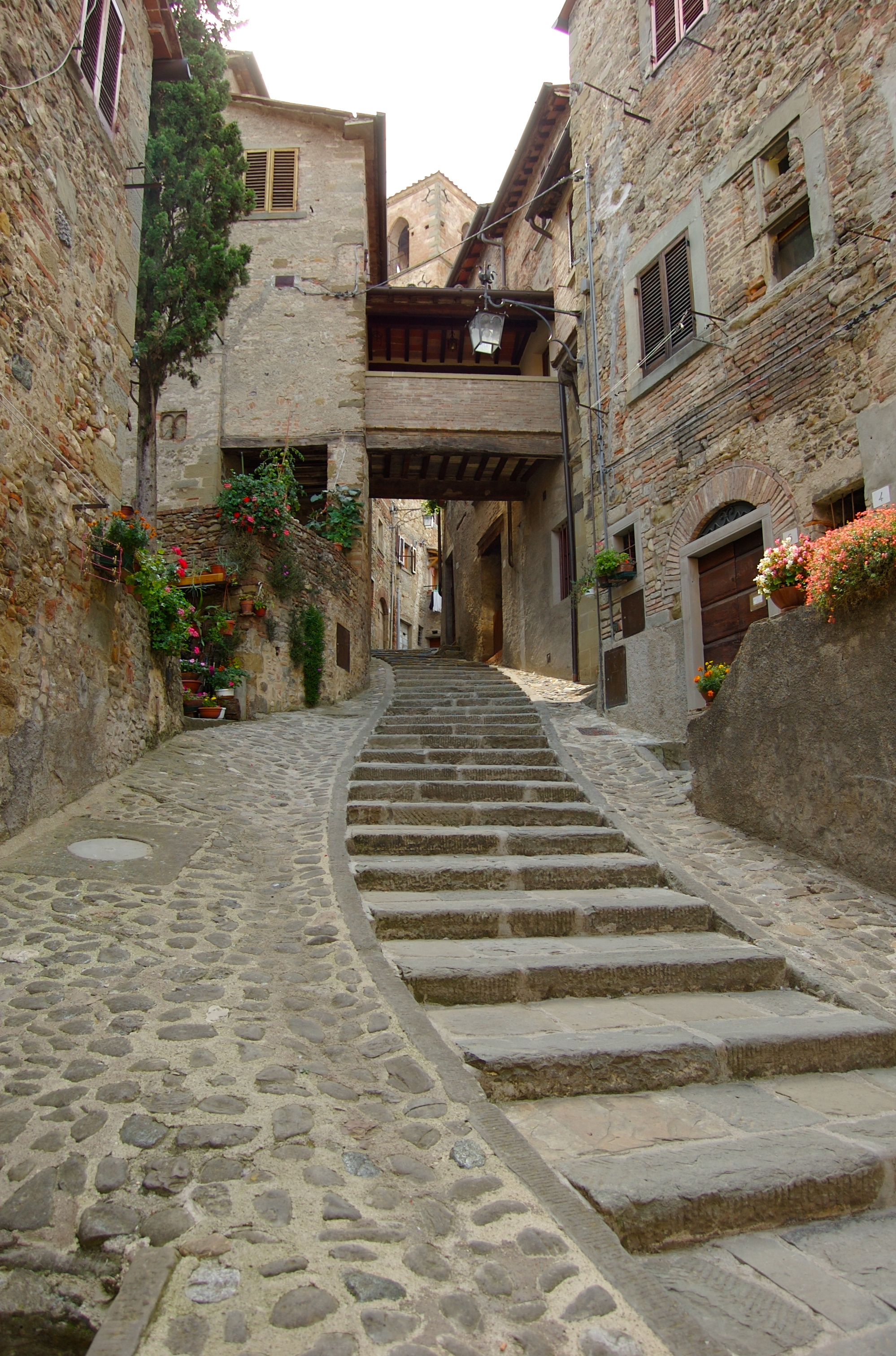
Carrer antic